# Owen D. Leib
Owen D. Leib (* in Pennsylvania; † 17. Juni 1848 in Catawissa, Pennsylvania) war ein US-amerikanischer Politiker. Zwischen 1845 und 1847 vertrat er den Bundesstaat Pennsylvania im US-Repräsentantenhaus.

## Werdegang
Das Geburtsdatum und der genaue Geburtsort von Owen Leib sind nicht überliefert. Er genoss eine klassische Schulausbildung. Nach einem anschließenden Medizinstudium und seiner Zulassung als Arzt begann er in Catawissa in diesem Beruf zu praktizieren. Politisch wurde er Mitglied der Demokratischen Partei.
Bei den Kongresswahlen des Jahres 1844 wurde Leib im elften Wahlbezirk von Pennsylvania in das US-Repräsentantenhaus in Washington, D.C. gewählt, wo er am 4. März 1845 die Nachfolge von Benjamin Alden Bidlack antrat. Bis zum 3. März 1847 konnte er eine Legislaturperiode im Kongress absolvieren. Diese war von den Ereignissen des Mexikanisch-Amerikanischen Krieges geprägt. Während seiner Zeit als Abgeordneter war Leib Vorsitzender des Ausschusses zur Kontrolle der Ausgaben des Kriegsministeriums. Er starb am 17. Juni 1848 in Catawissa.